# Distrito de Zurzach
Zurzach é um distrito da Suíça, localizado no cantão de Argóvia. Tem 129,99 km² de área e sua população em 2019 foi estimada em 34.683 habitantes. Sua sede é a comuna de Bad Zurzach.

## Comunas
| Brasão         | Comuna         | População (31 de dezembro de 2019) | Área em km2 |
| -------------- | -------------- | ---------------------------------- | ----------- |
| Zurzach        | Bad Zurzach    | 4.344                              | 6.52        |
| Baldingen      | Baldingen      | 266                                | 2.83        |
| Böbikon        | Böbikon        | 171                                | 2.59        |
| Böttstein      | Böttstein      | 3.919                              | 7.41        |
| Döttingen      | Döttingen      | 4.139                              | 6.92        |
| Endingen       | Endingen       | 2.565                              | 11.92.      |
| Fisibach       | Fisibach       | 510                                | 5.79        |
| Full-Reuenthal | Full-Reuenthal | 880                                | 4.82        |
| Kaiserstuhl    | Kaiserstuhl    | 415                                | 0.32        |
| Klingnau       | Klingnau       | 3.536                              | 6.71        |
| Koblenz        | Coblença       | 1.689                              | 4.08        |
| Leibstadt      | Leibstadt      | 1.384                              | 6.39        |
| Lengnau        | Lengnau        | 2.780                              | 12.67       |
| Leuggern       | Leuggern       | 2.141                              | 13.76       |
| Mellikon       | Mellikon       | 229                                | 2.71        |
| Rekingen       | Rekingen       | 973                                | 3.1         |
| Rietheim       | Rietheim       | 717                                | 3.93        |
| Rümikon        | Rümikon        | 334                                | 2.9         |
| Schneisingen   | Schneisingen   | 1.486                              | 8.25        |
| Siglistorf     | Siglistorf     | 636                                | 5.51        |
| Tegerfelden    | Tegerfelden    | 1.195                              | 7.11        |
| Wislikofen     | Wislikofen     | 353                                | 3.75        |
| Total          |                | 34.683                             | 129.99      |